# Diwaniyya
Diwaniyya (arabisch الديوانية, DMG ad-Dīwāniyya) ist die Hauptstadt der irakischen Provinz al-Qadisiyya. 2007 betrug die Bevölkerung geschätzte 333.000 Einwohner. Diwaniyya liegt in einer Gegend, die oft als die fruchtbarste Gegend des ganzen Iraks angesehen wird. Der Euphrat bewässert das Umland von Diwaniyya. Die Bahnstrecke von Bagdad nach Basra führt durch die Stadt. Die Vogelartenvielfalt in der Gegend von Diwaniyya ist sehr groß. Dies liegt an der reichlichen Lebensräumen in Diwaniyyas Umfeld, das aus großen Ackerflächen, Feuchtgebieten und Halbwüsten besteht.

## Geschichte
Am 10. Juli 2011 gaben die Behörden bekannt, dass aus einem Massengrab westlich der Stadt 220 Leichen geborgen wurden. Die Bergung sei aber noch nicht vollständig. Die Toten seien vermutlich Kurden gewesen, die 1987 von Anhängern Saddam Husseins exekutiert worden seien.

## Persönlichkeiten
- Jalal Hassan (* 1991), Fußballspieler